# Ilokelesia
Ilokelesia aguadagrandensis é uma espécie de dinossauro terópode abelissaurídeo da Formação Huincul, Cretáceo Superior da Argentina.
Anteriormente considerado um ceratossauro basal, estudos sugerem que ele era um abelissaurídeo.

## Descoberta e Nomeação
Os restos do que seria o primeiro terópode do membro Huincul (agora Formação Huincul) da Formação Río Limay (atualmente Subgrupo Río Limay) foram inicialmente reportados em 1991 por Coria et al. como representando o táxon irmão de Abelisauridae e Noasauridae. Eles foram encontrados em Aguada Grande, 15 quilômetros ao sul da cidade de Plaza Huincul, província de Neuquén, Argentina, e a 10 metros do espécime-tipo de Huinculsaurus montesi. Posteriormente, esses restos receberam o nome de Ilokelesia aguadagrandensis por Coria & Salgado (1998).
O holótipo de Ilokelesia, PVPH-35, é um espécime fragmentário, mas diagnóstico, que consiste em um pós-orbital direito, um quadrado direito, um côndilo occipital, duas vértebras cervicais, uma vértebra dorsal, cinco vértebras caudais articuladas, três costelas cervicais, oito arcos hemais, oito falanges pré-ungueais e duas falanges ungueais.

Seu nome genérico deriva de ilo ("carne") e kelesio ("lagarto"), ambos da língua mapuche. Já o epíteto específico homenageia o local em que o espécime-tipo foi encontrado, Aguada Grande.